# Бремер, Оттон Васильевич
Оттон Васильевич Бремер (1812—1873) — русский натуралист и энтомолог, архитектор-художник, академик архитектуры Императорской Академии художеств. Автор проектов образцовых фасадов для обывательских домов.

## Деятельность, как натуралиста
Открыл и описал целый ряд новых видов насекомых.
Выпустил ряд научных работ:
- Diagnoses de Lépidoptères nouveaux, trouvés par MM. Tatarinoff et Gaschkewitsch aux environs de Pekin. Etudes Entomologiques. Réd. V. de Motschulsky. Helsingfors 1: 58-67. ([1852] 1853). В соавторстве с Василием Греем.
- Beiträge zur Schmetterlings-fauna des Nördlichen China's. St. Petersburg: 23 pp. (1853). В соавторстве с Василием Греем.
- Neue Lepidopteren aus Ost-Sibirien und dem Amur Lande, gesammelt von Radde und Maack, beschrieben von Otto Bremer. Bulletin de l’Académie Imperiale des Sciences de St.-Pétersbourg 3: 461-496 (22 Märs/3 April 1861). Повтор: Mélanges Biologiques, trés du “Bulletin physico-mathématique” et du “Bulletin” de l’Académie Impériale des Sciences de St.-Petersbourg 3 (1853-1861): 538-589. (1861)
- Lepidopteren Ost-Sibiriens (East Siberia), insbesondere der Amur-Landes, gesammelt von den Herren G.Radde, R.Maack und P.Wulfius. Mem. de l’Acad. imp. des Sci. St.-Petersbourg, 7 ser., 8(1): 103 p., 8 tab. (1864).

Типовые экземпляры О.Бремера сейчас находятся в Зоологическом Институте Российской Академии Наук в Санкт-Петербурге.

## Деятельность, как архитектора
- Улица Пестеля, д.№ 21 — доходный дом. 1844. Первоначальный проект Е. Т. Цолликофера[3].
- Загородный проспект, д.№ 62/Верейская улица, д.№ 1 — латышская церковь Христа Спасителя. 1847—1849. Первоначальный проект В. Е. Моргана. (Перестроена и расширена. Не сохранилась)[4].